# Лісне сільське поселення (Юргінський район)
Лісне́ сільське поселення (рос. Лесное сельское поселение) — муніципальне утворення у складі Юргінського району Тюменської області, Росія.
Адміністративний центр — село Лісне.

## Населення
Населення — 1454 особи (2020; 1488 у 2018, 1551 у 2010, 1607 у 2002).

## Склад
До складу поселення входять такі населені пункти:
| Населений пункт  | Населення, осіб (2002) | Населення, осіб (2010) |
| ---------------- | ---------------------- | ---------------------- |
| Бучиха, присілок | 9                      | 3                      |
| Лісне, село      | 1598                   | 1548                   |